# Марина Лученко
Мари́на Лученко, у шлюбі Луче́нко-Ще́нсна (пол. Marina Łuczenko-Szczęsna), виступає під іменем MaRina; нар. 3 липня 1989, Вінниця) — польська співачка та акторка українського походження.

## Біографія
Народилась у Вінниці, а через два роки її родина емігрувала до Польщі, де оселилася у Стальовій Волі. 1995 року взяла участь у своєму першому фестивалі дитячої пісні, на якому посіла перше місце. У 1997—2002 роках навчалася в музичній школі за класом фортепіано.  
2011 року записала дебютний англомовний альбом Hardbeat, прем'єра якого відбулася 5 листопада 2011 року. Є співавторкою музики до майже всіх пісень з цієї платівки. 
У 2013 почала зустрічатися з футболістом збірної Польщі з футболу Войцехом Щенсним. Заручилася на початку липня 2015 року, одружилася 21 травня 2016 року. 30 червня 2018 року народила Ліама.

## Дискографія
Студійні альбоми
- Hard Beat (2011)

Синґли
- «Electric Bass» (2011)
- «Pepper Mint» (2010)
- «Glam Pop» (2010)
- «Electric Bass» (2011)

## Фільмографія
Фільми
- 2009 39 i pół (TVN)
- 2000 телевізійний театр «Ballada o zabójcach» режисера Вальдемара Кшистка (Waldemar Krzystek)
- 2009 Usta Usta (TVN)

Телевізійні програми
- 1999 «Szansa na sukces» (TVP2)
- 2001 «Droga do gwiazd» (TVN)
- 2001 «Pokaż, co potrafisz»
- 2003 «Talent za talent»
- 2007 «Przebojowa noc» (TVP1)
- 2008 «Taniec z gwiazdami» (TVN)
- 2011 «VIVA Fan Number 1» (VIVA POLSKA)